# Ich Troje
Ich Troje là ban nhạc pop Ba Lan, do nhạc sĩ Michał Wiśniewski và nhà soạn nhạc Jacek Łągwa thành lập vào năm 1996. Năm 2000, Ich Troje là một trong những ban nhạc Ba Lan thành công nhất. Họ đã bán được hơn 1,5 triệu đĩa kể từ tháng 6 năm 2001. Các bài hát của ban nhạc có chủ đề về tình yêu, sự phản bội và khoảnh khắc chia tay. Họ đại diện cho Ba Lan tham gia cuộc Eurovision với hai bài hát " Keine Grenzen – Żadnych granic " vào năm 2003 và " Follow My Heart " vào năm 2006.

## Các thành viên
Thành viên cũ là Magdalena Pokora (hay còn gọi là Magda Femme, 1996–2000), Justyna Majkowska (2000–2003), Elli Mücke (2003) và Ania Wisniewska (2003–2010). Sau một loạt các cuộc thử giọng và có sự bình chọn của người hâm mộ, vào tháng 12 năm 2010, ca sĩ Na Uy Jeanette Vik được chọn làm ca sĩ tiếp theo của ban nhạc.

## Eurovision 2003
Vào ngày 25 tháng 1 năm 2003, khán giả truyền hình Ba Lan đã bình chọn Ich Troje để đại diện cho họ tham gia Cuộc thi Eurovision Song Contest 2003. Ban nhạc tham gia cuộc thi với bài hát " Keine Grenzen – Żadnych granic " (bản dịch tiếng Anh: "No Borders"). Bài hát đứng thứ 7/26.
Bài hát có phiên bản hoàn toàn bằng tiếng Đức, Pháp, Anh, Quốc tế ngữ.

## Eurovision 2006
Ban nhạc tham gia Eurovision Song Contest 2006 với bài hát "Follow My Heart", hợp tác với rapper người Đức O–Jay (Olaf Jeglitza). Bài hát đứng thứ 11 trong trận bán kết và không lọt vào chung kết.

## Đĩa đệm

### Album phòng thu
| Intro                                                                         | - Phát hành: ngày 9 tháng 9 năm 1996 - Hãng thu âm: Koch International Poland - Định dạng: CD, digital download | –  |                        |                  |
| CD ITI                                                                        | - Phát hành: 18 tháng 9 năm 1997 - Hãng thu âm: Koch International Poland - Định dạng: CD                       | 44 |                        |                  |
| 3                                                                             | - Phát hành: 24 tháng 5 năm 1999 - Hãng thu âm: Universal Music Poland - Định dạng: CD                          | –  | - POL: 100.000+        | - POL: Bạch kim  |
| Ad.4                                                                          | - Phát hành: 31 tháng 5 năm 2001 - Hãng thu âm: Universal Music Poland - Định dạng: CD, digital download        | 1  | - POL: 500.000 trở lên | - POL: Kim cương |
| Po piąte... a niech gadają                                                    | - Phát hành: ngày 16 tháng 5 năm 2002 - Hãng thu âm: Universal Music Poland - Định dạng: CD, digital download   | 1  | - POL: 500.000+        | - POL: Kim cương |
| 6–ty ostatni przystanek                                                       | - Phát hành: ngày 21 tháng 6 năm 2004 - Hãng thu âm: Universal Music Poland - Định dạng: CD, digital download   | 2  | - POL: 35.000+         | - POL: Vàng      |
| 7 grzechów głównych                                                           | - Phát hành: 18 tháng 12 năm 2006 - Hãng thu âm: Sony Music Poland - Định dạng: CD                              | –  |                        |                  |
| Ósmy obcy pasażer                                                             | - Phát hành: ngày 15 tháng 12 năm 2008 - Hãng thu âm: EMI Music Poland - Định dạng: CD                          | 42 |                        |                  |
| Pierwiastek z dziewięciu                                                      | - Phát hành: năm 2017 - Hãng thu âm: Warner Music Poland - Định dạng: CD                                        | 37 |                        |                  |
| Projekt X (2022)                                                              | - Phát hành: năm 2022 - Hãng thu âm: Warner Music Poland - Định dạng: CD                                        |    |                        |                  |
| "–": Bài hát không có bảng xếp hạng hoặc không được phát hành trong lãnh thổ. | |    |                        |                  |

### những album biên soạn
| Nhất của. .                                                                   | - Phát hành: 28 tháng 9 năm 1999 - Hãng thu âm: Koch International Poland - Định dạng: CD | – |                |                 |
| Nhất của. .                                                                   | - Phát hành: 28 tháng 4 năm 2003 - Hãng thu âm: Universal Music Poland - Định dạng: CD    | 1 | - POL: 70.000+ | - POL: Bạch kim |
| "–": Bài hát không có bảng xếp hạng hoặc không được phát hành trong lãnh thổ. |                                                                                           |   |                |                 |